# Richard van Helvoirt Pel
Richardus Gerardus Christiaan (Richard) van Helvoirt Pel, ook wel De Pel (Haarlem, 28 juli 1873 – Amsterdam, 6 augustus 1950) was een Nederlands bariton.
Hij was zoon van rijtuigmaker Franciscus Andreas van Helvoirt en Arnoldina Christina Pel. Hijzelf was getrouwd met Hendrika Johanna Francisca Bachigaloupi Tourniaire, dochter van acteur Ernst Tourniaire (Ernest Jean Joseph Bachigaloupi Tourniaire) en zus van acteur Oscar Tourniaire en na haar overlijden in 1912 vanaf 1915 met de Duitse Dorothea Annette Olga Stein/Marhof (1885-1955) uit Riga, Letland. Van Helvoirt Pel werd begraven op Zorgvlied. Zoon Richard Frans van Helvoirt Pel (Richard van Helvoirt Pel jr.;1923-1969) was gedurende langere tijd grimeur en acteur, vooral bij de televisie. Het echtpaar en kinderen woonde enige tijd aan het Sarphatipark (111).
Het zag er in eerste instantie niet naar uit dat hij zijn geld in de muziek zou verdienen. Hij werd opgeleid tot notaris. Echter hij werd als amateurzanger ontdekt door Johan Messchaert en Cornelis van der Linden. Helvoirt Pel ging studeren bij Cornélie van Zanten aan het Conservatorium van Amsterdam en Berlijns conservatorium. Daarna volgde nog een opleiding bij Julius Hey in Berlijn.
Zijn debuut volgde bij het Stadtheater in Colmar, waar hij de rol van Pizzaro in de opera Fidelio van Ludwig van Beethoven kreeg. Na een mislukt uitstapje bij de Opéra populaire in Parijs (zaak ging failliet) trok Van Helvoirt Pel weer naar Nederland om toe te treden tot de Nederlandse Opera van Cornelis van de Linden, gevolgd door een contract bij het Lyrisch Tooneel. Ook daaraan kwam een (financieel) eind. Van Helvoirt Pel trok van operagezelschap tot operagezelschap in Duitsland en Oostenrijk (Hofopera Wenen) en Letland. Door de Eerste Wereldoorlog kwam hij weer terug naar Nederland en sloot zich vanaf 1916 voor twaalf jaar lang aan bij de Nationale Opera. Daarna trok hij naar Nice, maar keerde wederom terug, maakte nog een concertreis door Nederlands-Indië (1919) en sloot zijn loopbaan in 1929 af.
In Duitsland zong hij vier a vijf jaren mee in kleinere Wagnerrollen tijdens de Bayreuther Festspiele te Bayreuth.
- Gemeinsame Normdatei: 137590032
- Virtual International Authority File: 81761983